# Castelnou
Pour les articles homonymes, voir Castelnou (homonymie).
Castelnou  est une commune française située dans l'est du département des Pyrénées-Orientales, en région Occitanie. Sur le plan historique et culturel, la commune est dans la région des Aspres, un minuscule territoire roussillonnais compris entre les sillons de la Têt au nord et du Tech au sud qui tire son nom de la nature caillouteuse de ses sols.
Exposée à un climat méditerranéen, elle est drainée par la Canterrane, le ruisseau du Soler, le ruisseau de Fontcouverte et par divers autres petits cours d'eau. La commune possède un patrimoine naturel remarquable :  un espace protégé (le « Masquerell ») et deux zones naturelles d'intérêt écologique, faunistique et floristique.
Castelnou est une commune rurale qui compte 286 habitants en 2022, après avoir connu une forte hausse de la population depuis 1975. Elle fait partie de l'aire d'attraction de Perpignan. Ses habitants sont appelés les Castelnouvois ou  Castelnouvoises.
Ce village a été classé le septième Village préféré des Français en 2015 parmi les 21 autres villages présents dans la compétition.

## Géographie

### Localisation
La commune de Castelnou se trouve dans le département des Pyrénées-Orientales, en région Occitanie.
Elle se situe à 18 km à vol d'oiseau de Perpignan, préfecture du département, à 15 km de Céret, sous-préfecture, et à 5 km de Thuir, bureau centralisateur du canton des Aspres dont dépend la commune depuis 2015 pour les élections départementales.
La commune fait en outre partie du bassin de vie de Thuir.
Les communes les plus proches sont : 
Camélas (3,5 km), Sainte-Colombe-de-la-Commanderie (3,7 km), Caixas (4,4 km), Thuir (4,6 km), Corbère-les-Cabanes (4,8 km), Corbère (5,1 km), Montauriol (5,2 km), Llupia (5,4 km).
Sur le plan historique et culturel, Castelnou fait partie de la région des Aspres. Compris entre les sillons de la Têt au nord et du Tech au sud, ce minuscule territoire roussillonnais tire son nom de la nature caillouteuse de ses sols.

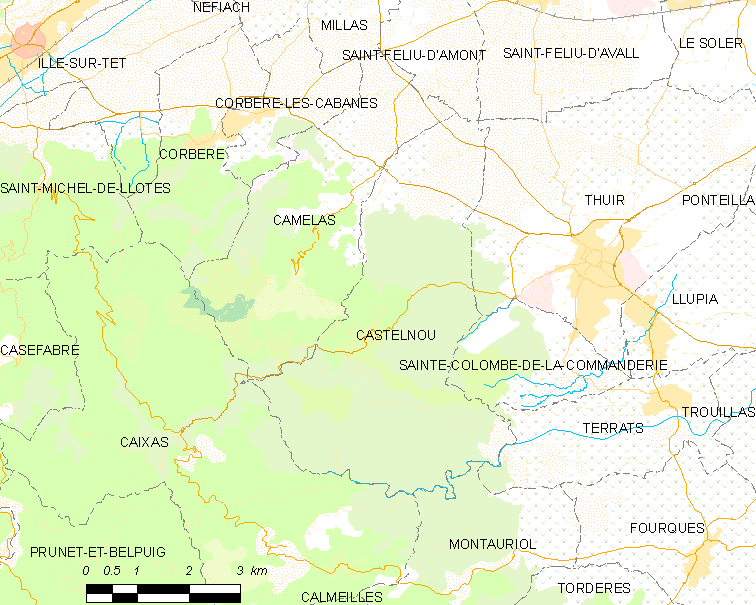
Situation de la commune.

|         | Saint-Féliu-d'Amont | Saint-Féliu-d'Avall (par un quadripoint)  |
| Camélas | Castelnou           | Thuir                                     |
| Caixas  | Montauriol          | Sainte-Colombe-de-la-Commanderie, Terrats |

### Géologie et relief

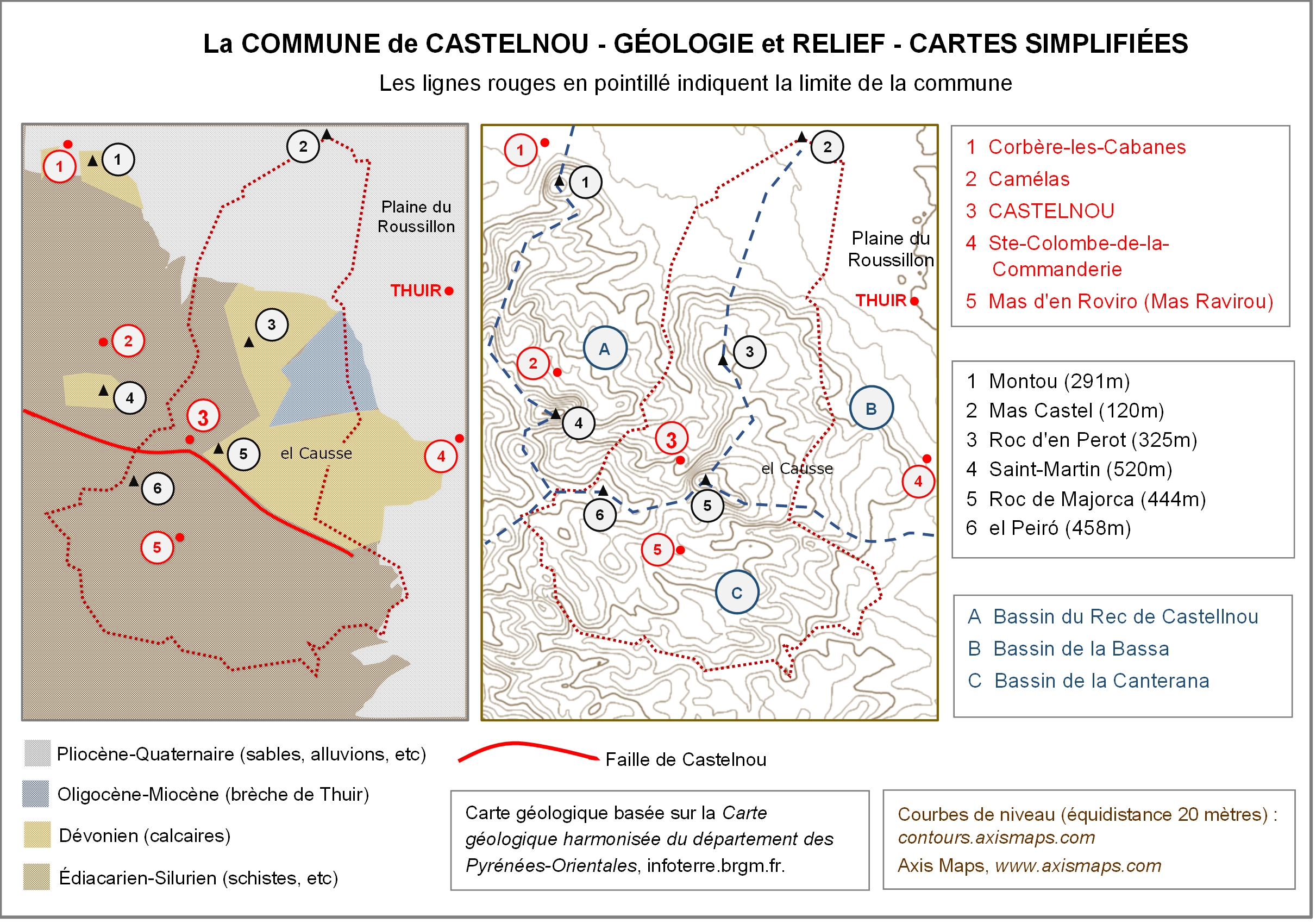

Comme de nombreuses communes des Aspres, une grande partie de Castelnou repose sur des roches dures et anciennes datant d'environ 550 millions d'années à environ 350 millions d'années (c'est-à-dire des périodes géologiques de l'Édiacarien, du Cambrien, de l'Ordovicien, du Silurien et du Dévonien),,.
Sur ces formations, le relief est vallonné, et abrupt par endroits; mais à une altitude modeste (inférieure à 460 mètres). Ces collines sont limitées au nord et à l'est par les terres basses de la vallée de la Têt et de la plaine du Roussillon, toutes deux recouvertes de couches géologiques friables de périodes beaucoup plus récentes.
Les couches anciennes ont été déposées pour la plupart sous forme de sédiments dans des environnements marins parfois profonds et parfois peu profonds. Puis, à partir d'il y a environ 350 millions d'années, toutes ces formations ont été comprimées entre deux continents convergents, au cours de l'orogenèse hercynienne (ou varisque). Pendant cette période de formation d'une chaîne de montagnes, les couches ont été durcies et fortement déformées par des plissements et des failles. Elles ont également été soumises au métamorphisme, donnant un aspect schisteux à plusieurs de ces formations.

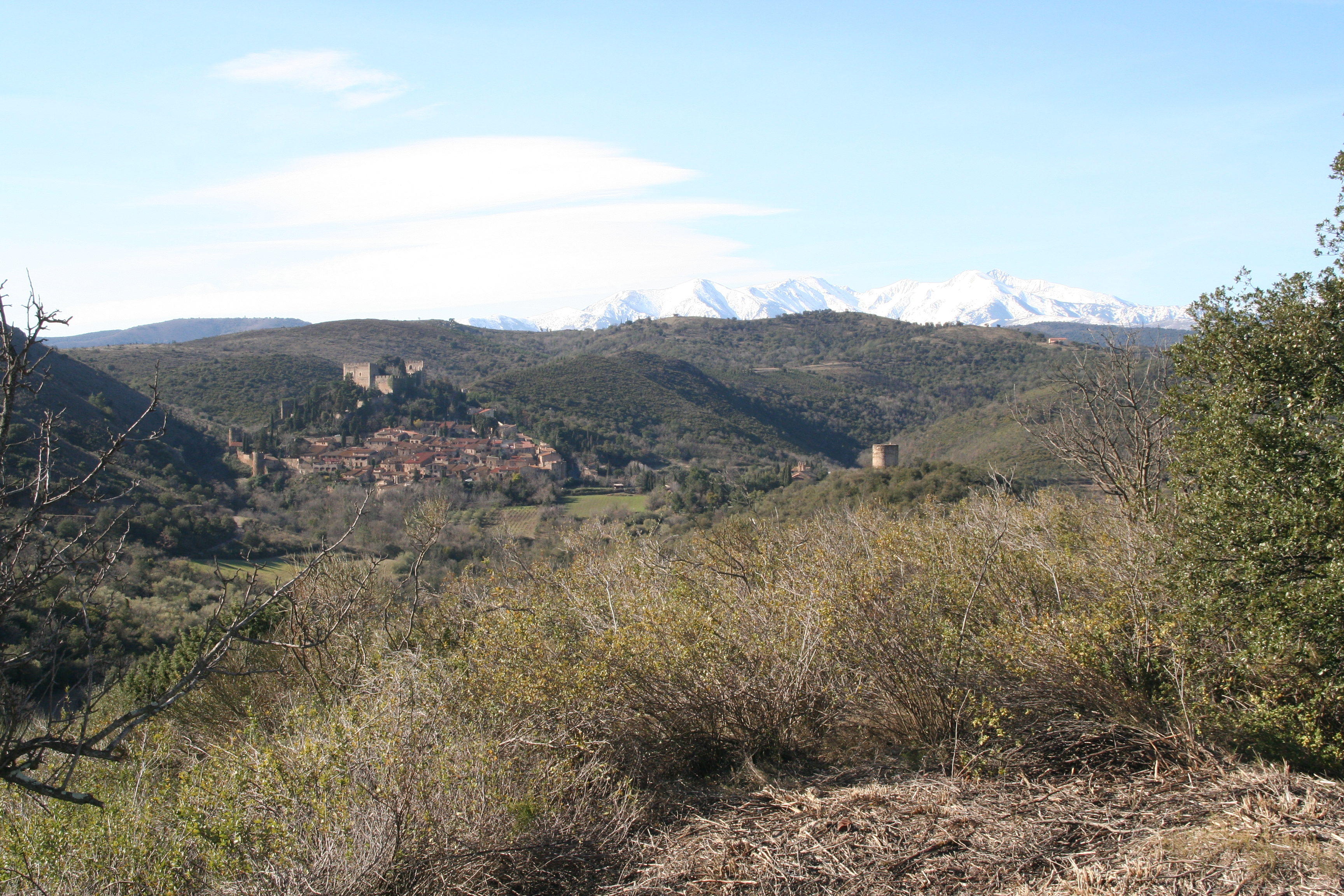
Tour à signaux (à droite) sur schiste de l'Ordovicien; Castelnou sur calcaires du Dévonien; les hauteurs derrière le village sur pélites (avec quartzite) du Cambrien.

Ces roches anciennes comprenaient, entre autres, des pélites (roches sédimentaires à grain fin métamorphosées), des marbres et des dolomies, des conglomérats et des quartzites. Ces roches sous-tendent aujourd'hui une grande partie de la commune.
Environ 200 millions d'années plus tard, à partir d'environ 65 millions d'années (Éocène), le bloc hercynien des Aspres s'est retrouvé dans la partie centrale d'une autre zone de construction de montagnes. C'était à l'époque où la plaque tectonique ibérique convergeait avec la plaque eurasienne au nord, provoquant ainsi l'émergence de la chaîne de montagnes pyrénéenne.

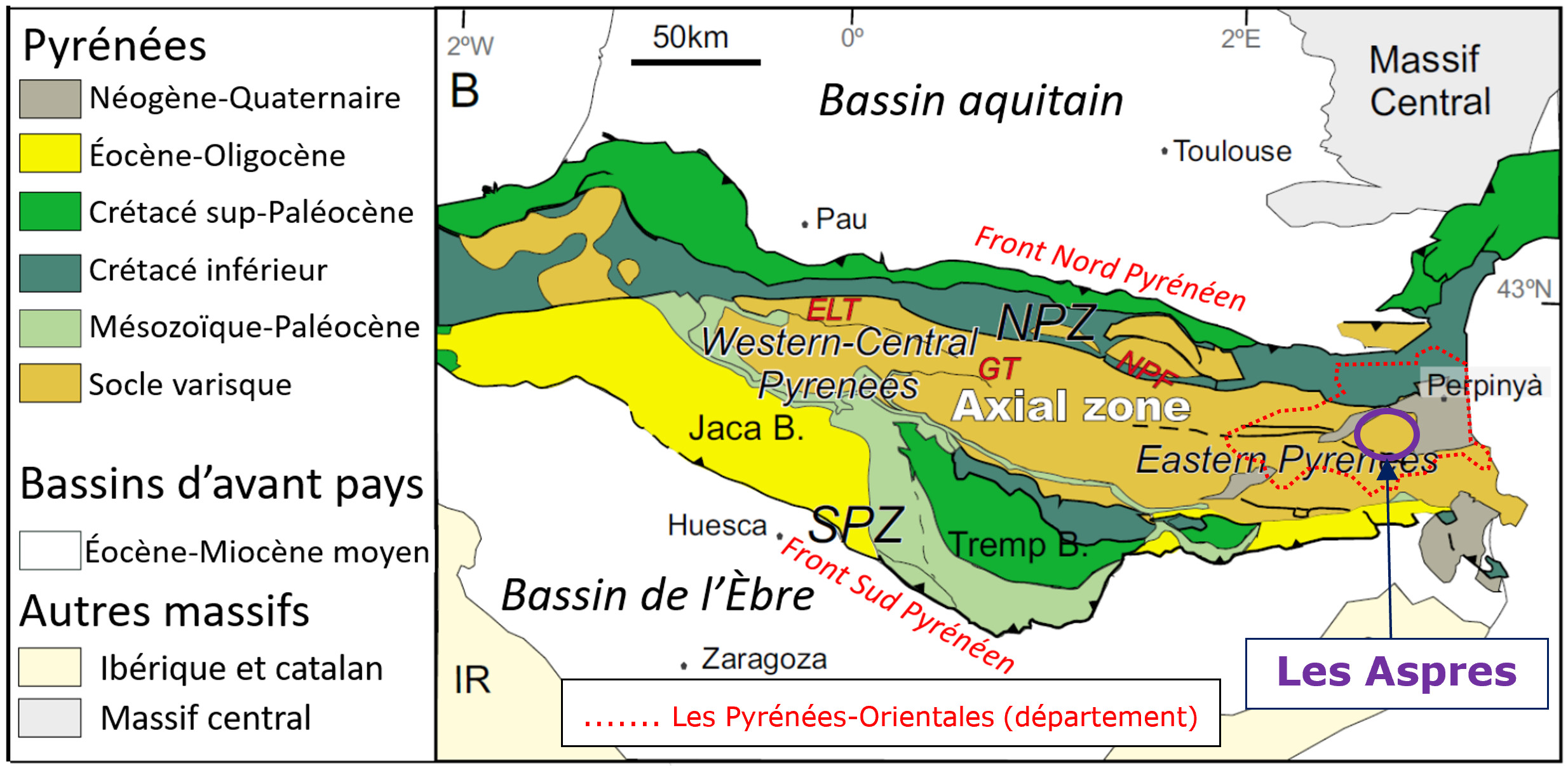
Localisation des Aspres sur une carte géologique simplifiée des Pyrénées.

Les Pyrénées s'étendaient initialement plus à l'est, dans ce qui est aujourd'hui la Provence. Mais, à partir d'environ 30 millions d'années (à l'Oligocène), un processus d'expansion et de subsidence a commencé à l'est des Aspres. Cela a entraîné la formation du bassin du Roussillon et du golfe du Lion. Les Aspres, et en particulier la zone occupée aujourd'hui par la commune de Castelnou, se trouvent ainsi à l'extrémité orientale de la "zone axiale" des Pyrénées.
Parmi les caractéristiques géologiques notables de la commune de Castelnou, on peut citer les suivantes :
1 - Le chevauchement de Ravirou (du nom du Mas Ravirou, situé dans les collines à une courte distance au sud du village de Castelnou). Cet élément "remarquable" se trouve dans une zone hercynienne de plissement et de failles complexe et intense.
2 - Affleurements de "porphyrite des Aspres" (par exemple, encore près de Mas Ravirou). Cette lave ordovicienne (rhyolite et rhyodacite) a été datée d'environ 450 millions d'années,,.

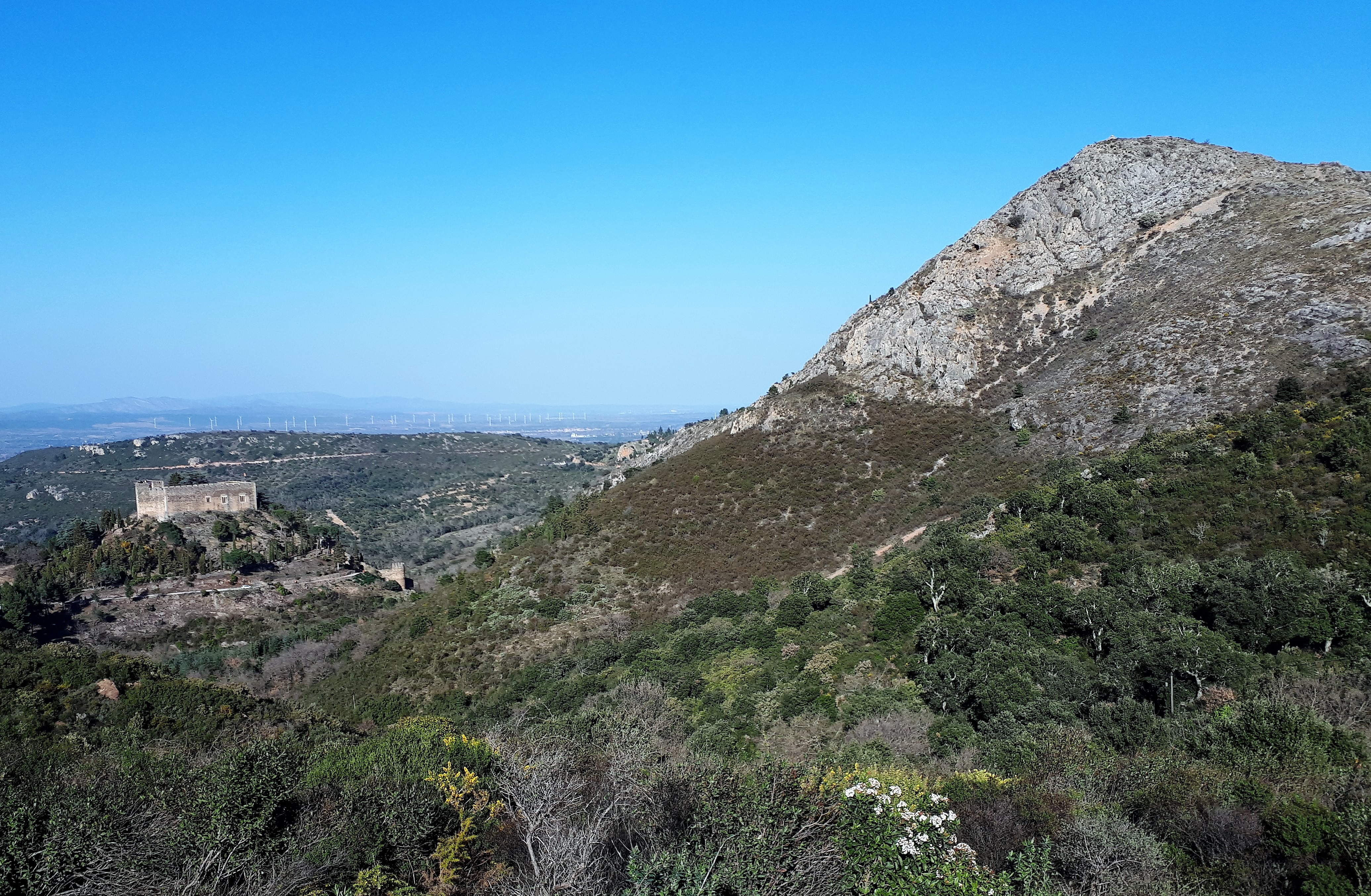
Castelnou château et Roc de Majorca (vue vers le nord-est). Tous les deux sont situés dans une zone de calcaires dévoniens, bordée immédiatement au sud-ouest par la faille de Castelnou. Le point où cette photo a été prise est situé au sud-ouest de la faille, sur des pélites cambriens.

3 - Le "Causse de Thuir", vaste zone de formations calcaires dévoniennes, située à l'est et au nord-est du village de Castelnou. Le château qui surplombe ce village est lui-même situé sur un affleurement d'une de ces formations.
4 - La faille de Castelnou,. Également d'origine hercynienne, cette faille est orientée WNW-ESE, et passe juste au sud du village de Castelnou. Elle sépare le Causse (au nord) des roches plus anciennes (au sud).
5 - La "brèche de Thuir". Ce gisement, qui recouvre une partie des pentes inférieures du Causse, comprend des blocs et galets (calcaires dévoniens et schistes des Aspres), le tout dans une matrice fine rouge orangé. La brèche, âgée d'environ 25 millions d'années (Oligocène-Miocène), s’agit "d’un authentique dépôt torrentiel de piémont". Elle était associée aux mouvements tectoniques qui ont provoqué l'ouverture du bassin de Roussillon et qui auraient déstabilisé les versants voisins.
6 - Des dépôts quaternaires (c'est-à-dire géologiquement très récents) dans la partie nord de la commune (plate et de faible altitude). Ils ont été déposés par la Têt et ses affluents à des périodes beaucoup plus froides qu'aujourd'hui, lorsque les rivières, lourdement chargée de sédiments provenant des massifs de l'intérieur, ont déversé leurs charges sur la plaine du Roussillon.
La commune est classée en zone de sismicité 3, correspondant à une sismicité modérée,.
Le territoire de la commune s'élève de 120 mètres (à l'extrême nord, Mas Castel) à 458 mètres (au sud-ouest du village de Castelnou, el Peiró).

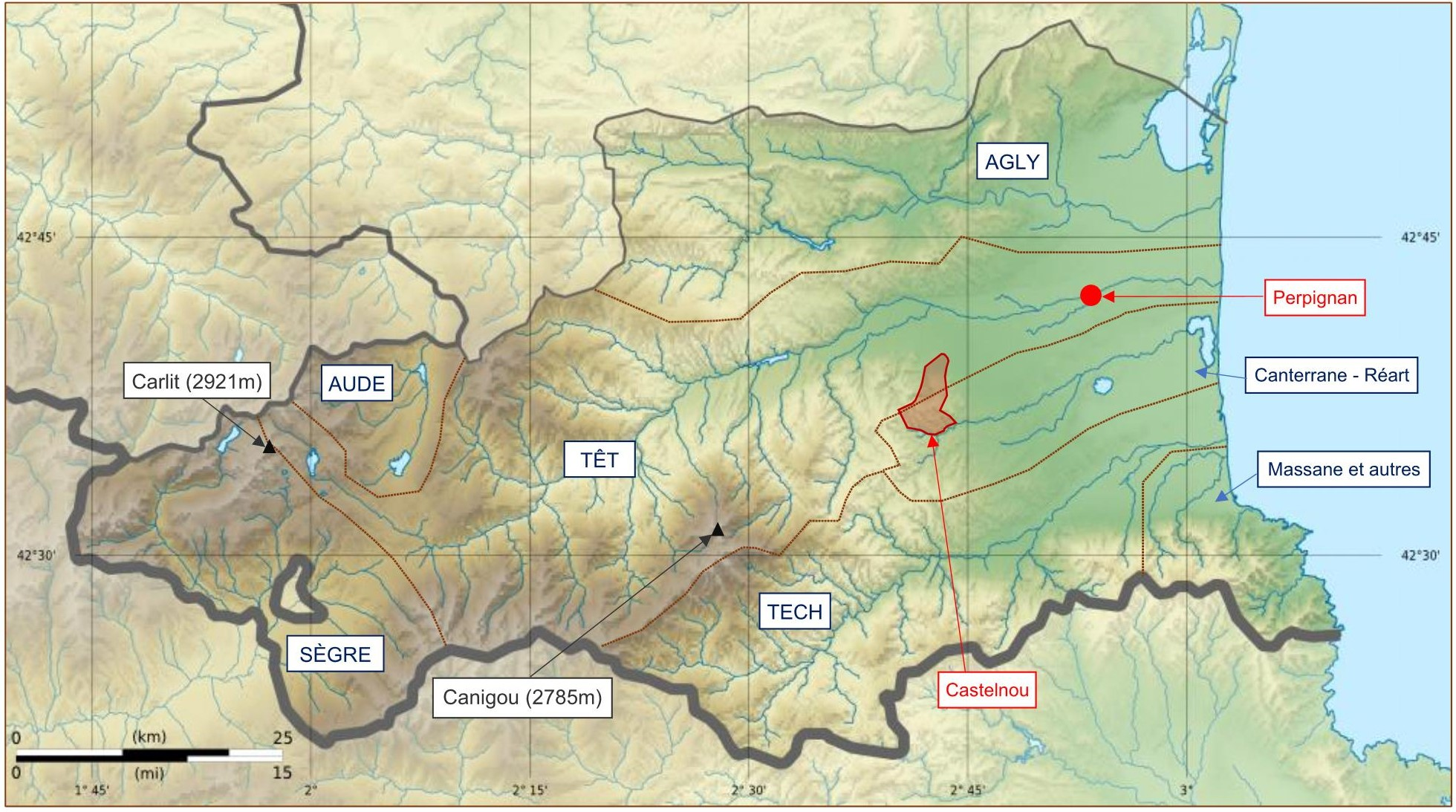
Castelnou sur une carte topographique des Pyrénées-Orientales.

La topographie de la commune peut être divisée en quatre secteurs :
1 - La partie nord, plate, sur des dépôts quaternaires.
2 - Le "Causse de Thuir" à l'est et au nord-est du village de Castelnou. Il s'agit de deux plateaux calcaires secs, dont le plus élevé (au sud) s'élève à 444 mètres d'altitude au Roc de Majorca. Tous deux ont des limites occidentales imposantes, semblables à des falaises. Les parties supérieures des plateaux sont relativement dépourvues de caractéristiques, mais les pentes inférieures, à l'est, sont coupées par des vallées encaissées, orientées vers l'est, qui contiennent les sources de la rivière Basse ("la Bassa").

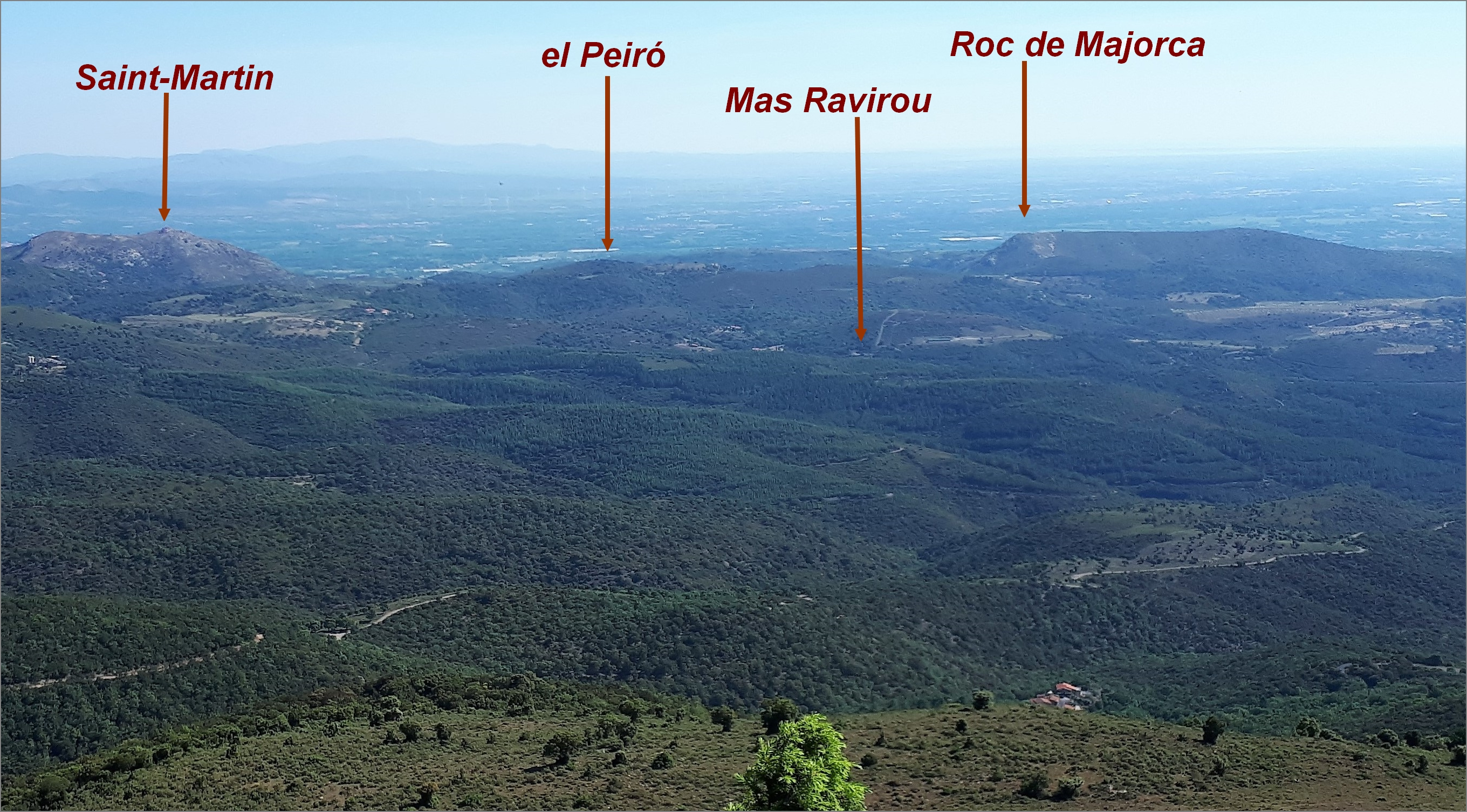
Le bassin de la Canterrane vu depuis Mont Helena (au-délà : la plaine de Roussillon).

Les deux autres secteurs sont des bassins de vallées dont la topographie est typique des Aspres, c'est-à-dire un pays de collines avec des réseaux de vallées assez denses, profondément incisés dans les couches pré-dévoniennes (le plus souvent imperméables) :
3 - Le bassin de la rivière Castelnou ("Rec de Castellnou"), orienté au nord vers la vallée de la Têt à partir d'un interfluve qui s'étend approximativement vers l'ouest à partir du roc de Majorca.
4 - Le bassin de la Canterrane ("la Cantarana"), situé au sud de l'interfluve précité et orienté à l'est vers la plaine du Roussillon.

### Climat
Pour des articles plus généraux, voir Climat de l'Occitanie et Climat des Pyrénées-Orientales.
En 2010, le climat de la commune est de type climat méditerranéen franc, selon une étude du CNRS s'appuyant sur une série de données couvrant la période 1971-2000. En 2020, Météo-France publie une typologie des climats de la France métropolitaine dans laquelle la commune est exposée à un climat méditerranéen et est dans la région climatique Pyrénées orientales, caractérisée par une faible pluviométrie, un très bon ensoleillement (2 600 h/an), un air sec, particulièrement en hiver et peu de brouillards.
Pour la période 1971-2000, la température annuelle moyenne est de 13,8 °C, avec une amplitude thermique annuelle de 15,1 °C. Le cumul annuel moyen de précipitations est de 797 mm, avec 5,8 jours de précipitations en janvier et 3,7 jours en juillet. Pour la période 1991-2020, la température moyenne annuelle observée sur la station météorologique la plus proche, située sur la commune de Caixas à 4 km à vol d'oiseau, est de 15,5 °C et le cumul annuel moyen de précipitations est de 729,7 mm,. Pour l'avenir, les paramètres climatiques de la commune estimés pour 2050 selon différents scénarios d’émission de gaz à effet de serre sont consultables sur un site dédié publié par Météo-France en novembre 2022.

### Milieux naturels et biodiversité

#### Espaces protégés
La protection réglementaire est le mode d’intervention le plus fort pour préserver des espaces naturels remarquables et leur biodiversité associée,.
Dans ce cadre, la commune fait partie.
Un  espace protégé est présent sur la commune : 
le « Masquerell », un terrain acquis (ou assimilé) par un conservatoire d'espaces naturels, d'une superficie de 88,8 ha.

#### Zones naturelles d'intérêt écologique, faunistique et floristique
L’inventaire des zones naturelles d'intérêt écologique, faunistique et floristique (ZNIEFF) a pour objectif de réaliser une couverture des zones les plus intéressantes sur le plan écologique, essentiellement dans la perspective d’améliorer la connaissance du patrimoine naturel national et de fournir aux différents décideurs un outil d’aide à la prise en compte de l’environnement dans l’aménagement du territoire.
Une ZNIEFF de type 1 est recensée sur la commune :
les « garrigues de Castelnou » (1 559 ha), couvrant 3 communes du département et une ZNIEFF de type 2, : 
le « massif des Aspres » (28 819 ha), couvrant 37 communes du département.

Carte des ZNIEFF de type 1 et 2 à Castelnou.
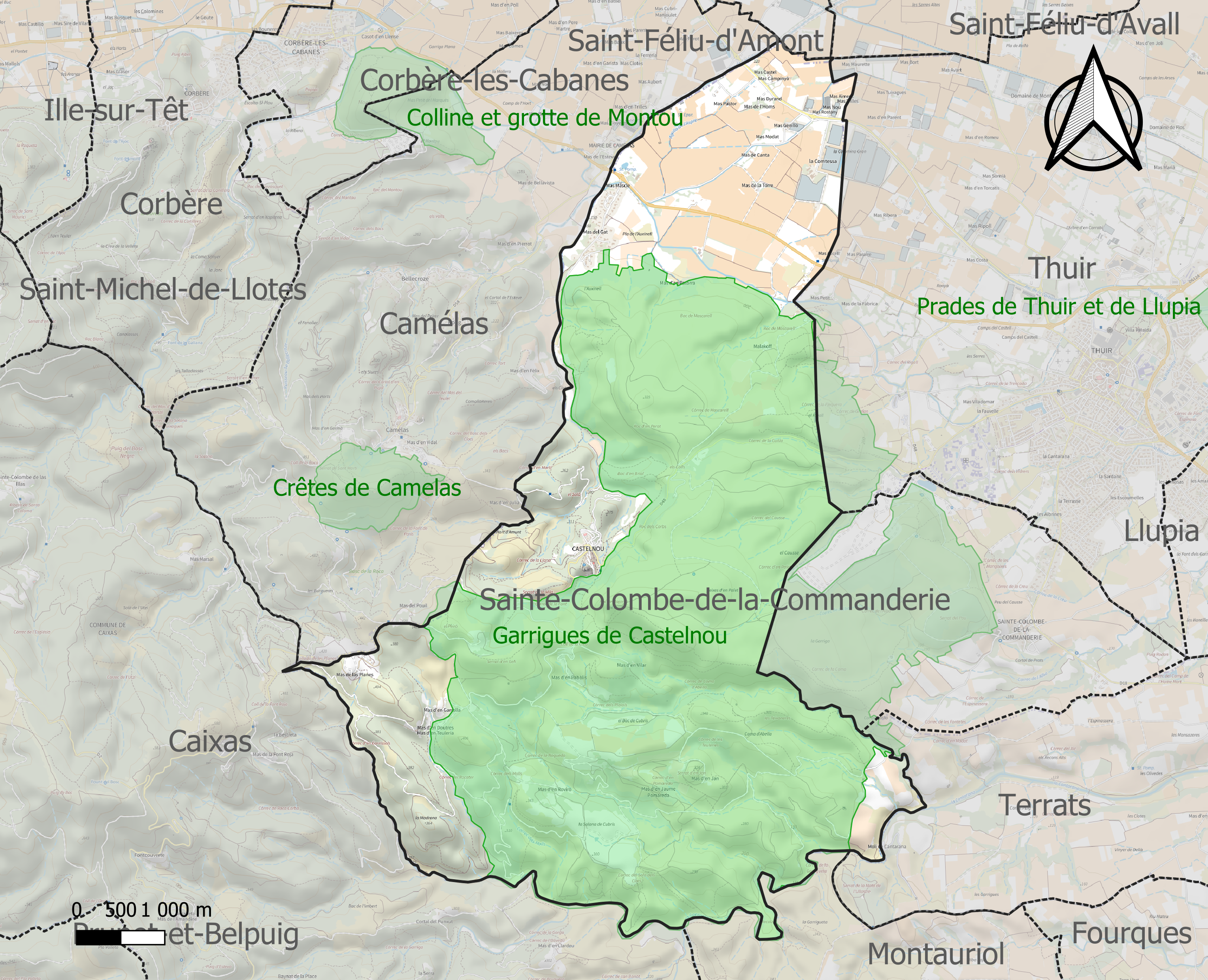
Carte de la ZNIEFF de type 1 sur la commune.
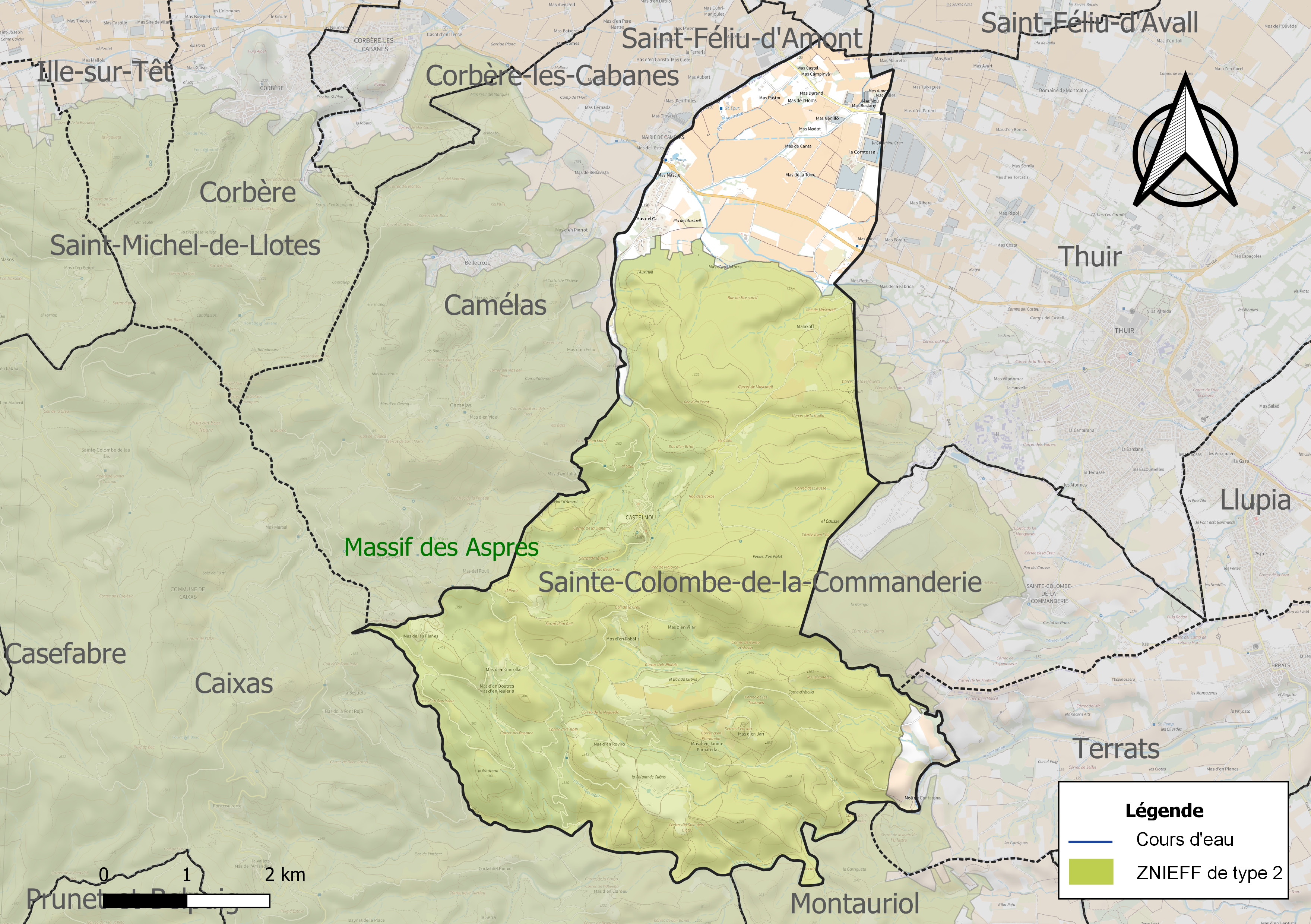
Carte de la ZNIEFF de type 2 sur la commune.

## Urbanisme

### Typologie
Au 1er janvier 2024, Castelnou est catégorisée commune rurale à habitat dispersé, selon la nouvelle grille communale de densité à sept niveaux définie par l'Insee en 2022.
Elle est située hors unité urbaine. Par ailleurs la commune fait partie de l'aire d'attraction de Perpignan, dont elle est une commune de la couronne,. Cette aire, qui regroupe 118 communes, est catégorisée dans les aires de 200 000 à moins de 700 000 habitants,.

### Occupation des sols
L'occupation des sols de la commune, telle qu'elle ressort de la base de données européenne d’occupation biophysique des sols Corine Land Cover (CLC), est marquée par l'importance des forêts et milieux semi-naturels (80,8 % en 2018), une proportion identique à celle de 1990 (80,8 %). La répartition détaillée en 2018 est la suivante : 
milieux à végétation arbustive et/ou herbacée (74,5 %), cultures permanentes (16 %), forêts (6,4 %), zones agricoles hétérogènes (1,8 %), zones urbanisées (1,3 %). L'évolution de l’occupation des sols de la commune et de ses infrastructures peut être observée sur les différentes représentations cartographiques du territoire : la carte de Cassini (XVIIIe siècle), la carte d'état-major (1820-1866) et les cartes ou photos aériennes de l'IGN pour la période actuelle (1950 à aujourd'hui).

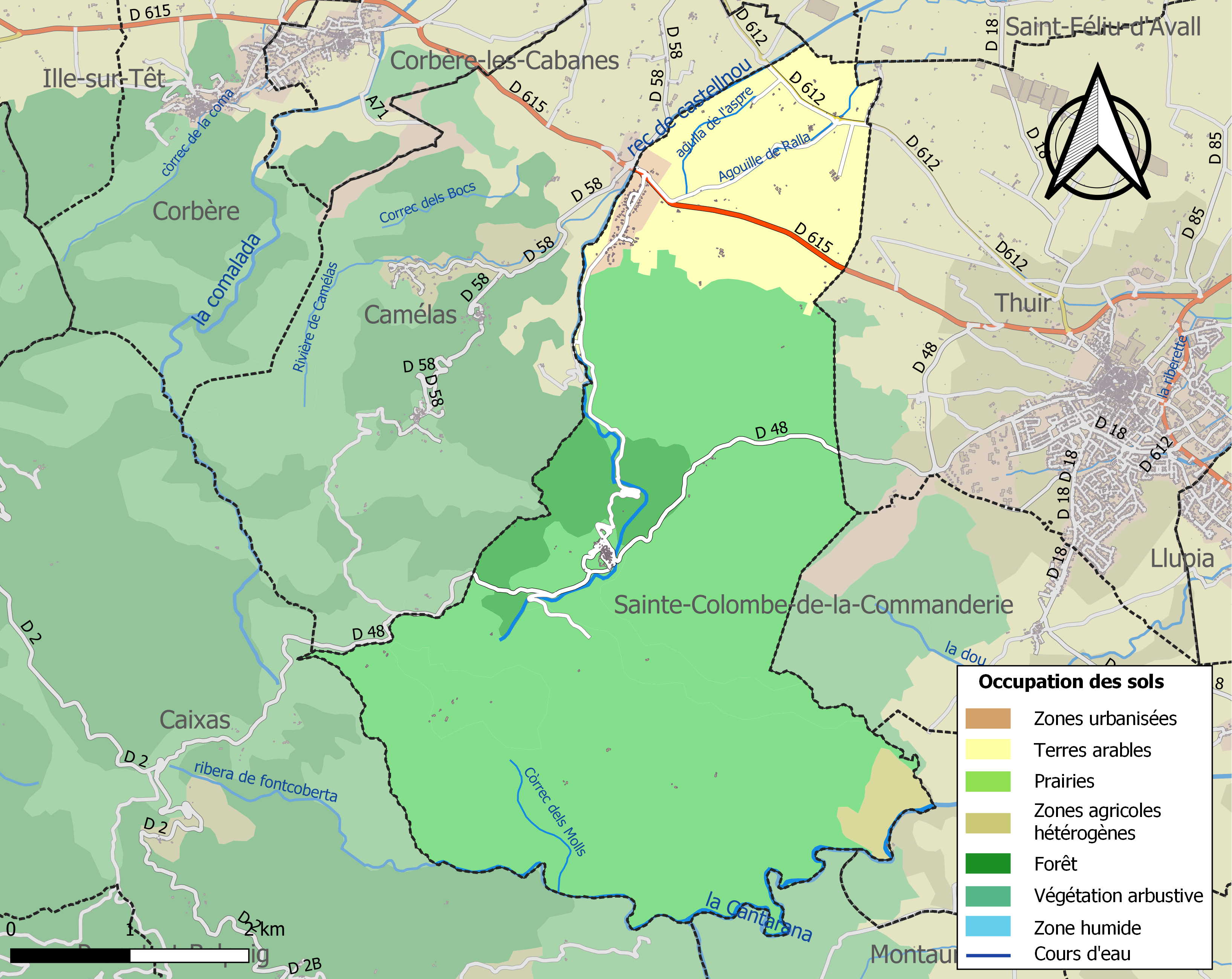
Carte des infrastructures et de l'occupation des sols de la commune en 2018 (CLC).

### Risques majeurs
Le territoire de la commune de Castelnou est vulnérable à différents aléas naturels : inondations, climatiques (grand froid ou canicule), feux de forêts, mouvements de terrains et séisme (sismicité modérée). Il est également exposé à un risque particulier, le risque radon,.

#### Risques naturels
Certaines parties du territoire communal sont susceptibles d’être affectées par le risque d’inondation par crue torrentielle de cours d'eau des bassins du Réart et de la Têt.
Les mouvements de terrains susceptibles de se produire sur la commune sont soit des mouvements liés au retrait-gonflement des argiles, soit des glissements de terrains, soit des chutes de blocs, soit des effondrements liés à des cavités souterraines. Une cartographie nationale de l'aléa retrait-gonflement des argiles permet de connaître les sols argileux ou marneux susceptibles vis-à-vis de ce phénomène. L'inventaire national des cavités souterraines permet par ailleurs de localiser celles situées sur la commune.

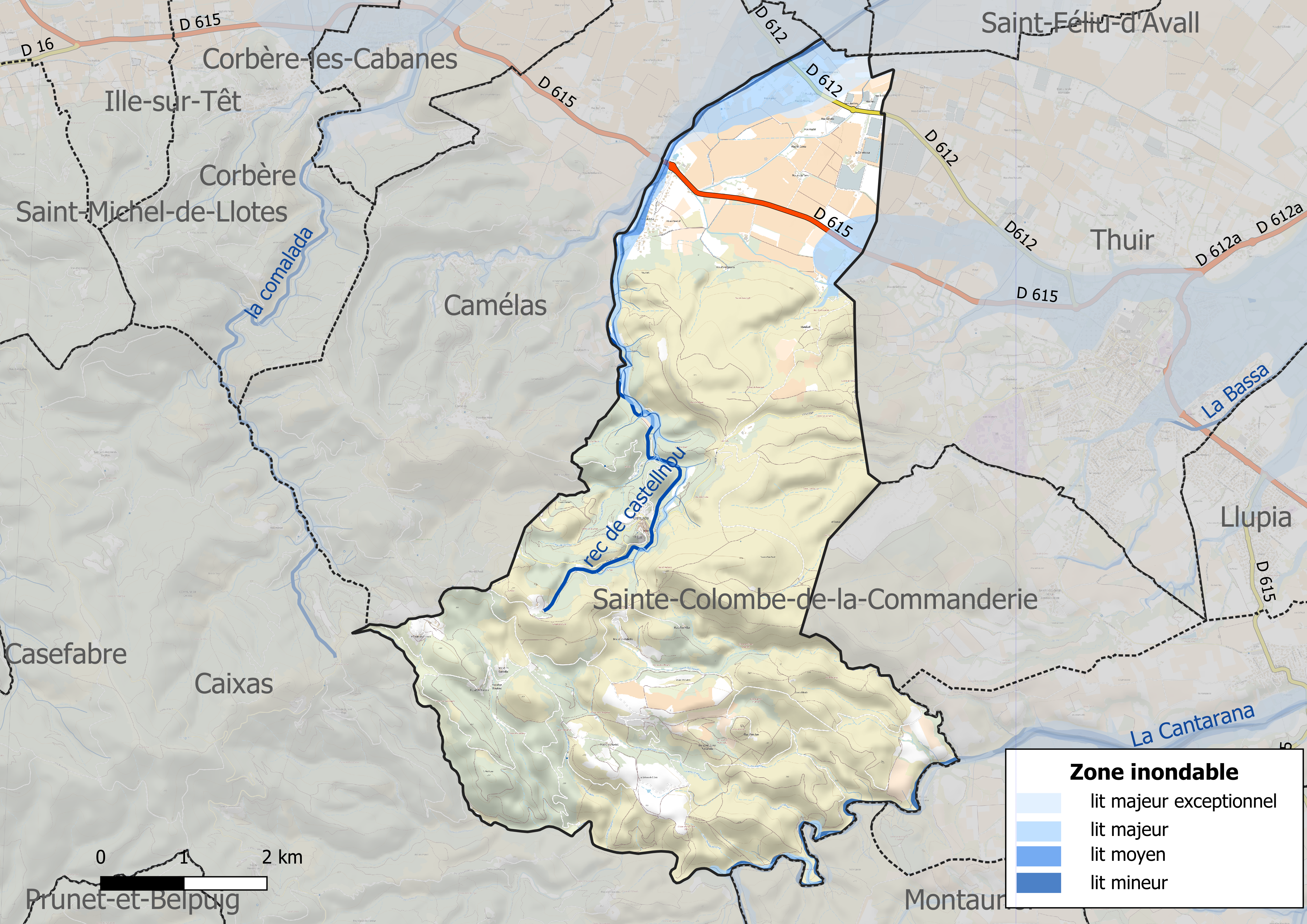
Carte des zones inondables.
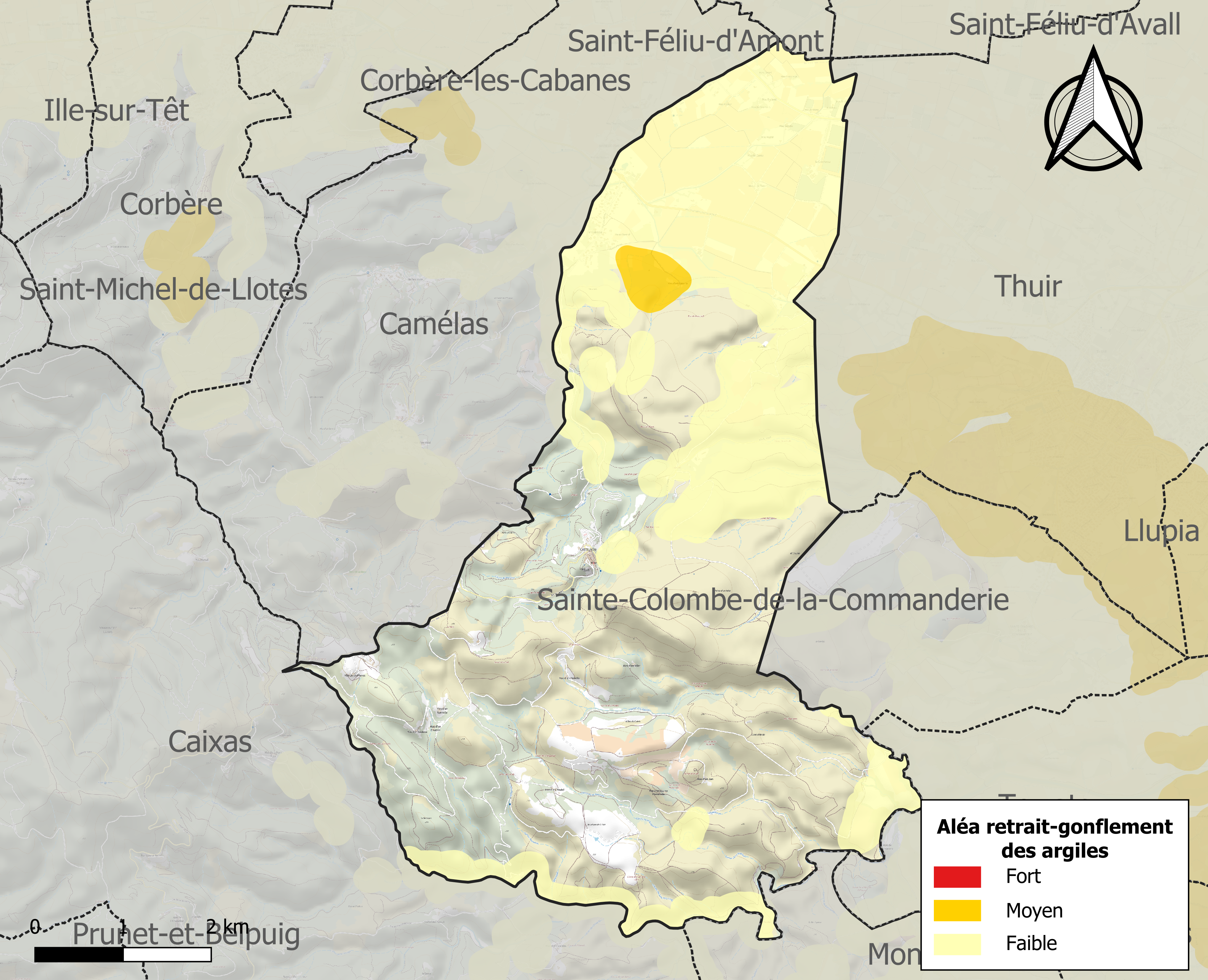
Carte des zones d'aléa retrait-gonflement des argiles.

#### Risque particulier
Dans plusieurs parties du territoire national, le radon, accumulé dans certains logements ou autres locaux, peut constituer une source significative d’exposition de la population aux rayonnements ionisants. Toutes les communes du département sont concernées par le risque radon à un niveau plus ou moins élevé. Selon la classification de 2018, la commune de Castelnou est classée en zone 3, à savoir zone à potentiel radon significatif.

## Toponymie
Le château de Castelnou est cité dès 994. Son nom désigne un château neuf, construit vers 988-990, peut-être par rapport au château voisin de Camélas, déjà cité en 941 et donc plus ancien.
En catalan, le nom de la commune est Castellnou ou Castellnou dels Aspres.

## Histoire
L'agglomération de Castelnou se développa autour du château de Castelnou, mentionné dès la fin du Xe siècle. Ce castrum novum ou castellum novum (qui devint en catalan Castell Nou, le « château neuf ») est le siège du pouvoir des vicomtes de Castelnou. Le château est pris d'assaut par les troupes de Jacques II de Majorque en 1286, puis à nouveau en 1473 par celles du gouverneur du Roussillon.
Aux XVIIe et XVIIIe siècles, le château est laissé à l'abandon et le village périclite, jusqu'à être quasi déserté au XIXe siècle. À la fin du XIXe siècle, le château est racheté et une restauration, qu'on peut presque qualifier de reconstruction, est menée. Le développement du tourisme au XXe siècle suscite l'engouement pour le site de Castelnou et le village est relevé de ses ruines. Aujourd'hui, il vit principalement du tourisme et est classé parmi les plus beaux villages de France.
Vers l'an mil émerge la vicomté de Castelnou qui rayonne jusqu'en 1321 sur un immense territoire allant du Col d'Ares (frontière espagnole) jusqu'aux Fenouillèdes et Corbières (frontière française de l’époque). Cette période est marquée par des événements militaires et religieux qui défrayent la chronique depuis Perpignan, capitale du royaume de Majorque, jusqu'à Barcelone, qui prend plus tard un ascendant définitif en Catalogne.
La vicomté est suivie d'une baronnie, dont le poids politique est moindre, mais qui dure, au-delà du traité des Pyrénées signé en 1659, jusqu'à la Révolution française (1789).
Le château subit plusieurs attaques et sièges :
- en 1286, le roi Jacques II de Majorque assiégea, occupa et démantela le château ;
- en 1473, dans le conflit qui opposa l’Aragon à la France, les troupes françaises imposèrent un siège au château qui capitula rapidement ;
- et en 1559, Perot de Llupià seigneur et brigand, dont les abus de pouvoir défrayaient la chronique, fut assailli par le gouverneur du Roussillon et le château fut occupé.

À la suite de la Révolution de 1789 le château est décrété bien national.[réf. nécessaire]
La restauration de la forteresse est réalisée à partir de 1875 par le vicomte de Satgé.
La renaissance du village, et son ouverture à la modernité, a lieu dans les années 1950 avec l'installation d'estivants artistes, cohabitant avec les anciens du village, et qui furent à l’origine de nombreuses initiatives culturelles telles que le « Son et lumière » de 1956, puis le développement touristique du château et du village depuis les années 1970 à travers l’apparition de boutiques, de restaurants, et d’un marché hebdomadaire de produits naturels. Cependant, en septembre 2024, un feu de forêt attisé par le vent et favorisé par une longue période de sécheresse de la région (sans doute liée au changement climatique) nécessite de provoquer une évacuation préventive d’une partie du village.

## Politique et administration

### Canton
Dès 1790, la commune de Castelnou est incluse dans le canton de Thuir, qu'elle ne quitte plus par la suite.
À compter des élections départementales de 2015, la commune est incluse dans le nouveau canton des Aspres.

### Liste des maires
| Période | Période  | Identité               | Étiquette | Qualité |
| ------- | -------- | ---------------------- | --------- | ------- |
| 1790    | 1792     | Joseph Modat Bousquet  |           |         |
| 1792    | 1795     | Dominique Modat        |           |         |
| 1795    | 1797     | Joseph Modat Bousquet  |           |         |
| 1817    | 1819     | Abdon Bordes           |           |         |
| 1819    | 1824     | Joseph Modat Bousquet  |           |         |
| 1824    | 1826     | Jean Pastor            |           |         |
| 1826    | 1827     | Raymond de Jaubert     |           |         |
| 1828    | 1830     | Joseph Galbe           |           |         |
| 1830    | 1832     | Joseph Modat Trilles   |           |         |
| 1832    | 1833     | Joseph Modat Bousquet  |           |         |
| 1833    | 1840     | Joseph Galbe           |           |         |
| 1840    | 1843     | François Esteve        |           |         |
| 1843    | 1846     | Joseph Galbe Doutres   |           |         |
| 1846    | 1848     | Joseph Doutres Payré   |           |         |
| 1848    | 1848     | François Brial Arago   |           |         |
| 1848    | 1851     | François Modat Laclare |           |         |
| 1851    | 1863     | Joseph Doutres Payré   |           |         |
| 1863    | 1870     | Jean Pomarède          |           |         |
| 1870    | 1871     | Joseph Laborde         |           |         |
| 1871    | 1872     | Simon Pastor           |           |         |
| 1872    | 1874     | Clément de Raymond     |           |         |
| 1874    | 1878     | Jean Pomarède          |           |         |
| 1878    | 1883     | Joseph Galbe           |           |         |
| 1883    | 1900     | Hyacinthe Foulquier    |           |         |
| 1900    | 1909     | Jean Vidal             |           |         |
| 1909    | 1919     | Jacques Pastor         |           |         |
| 1919    | 1921     | Joseph Faliu           |           |         |
| 1921    | 1922     | Pierre Faliu           |           |         |
| 1922    | 1925     | Joseph Ausseil         |           |         |
| 1925    | 1928     | Jacques Pastor         |           |         |
| 1928    | 1929     | Jean Vidal             |           |         |
| 1929    | 1940     | Antoine Doutres        |           |         |
| 1940    | 1947     | Jean Bordes            |           |         |
| 1947    | 1971     | Joseph Faliu           |           |         |
| 1971    | 1995     | René Mayneris          |           |         |
| 1995    | 2006     | Jean-Louis Mayneris    |           |         |
| 2006    | 2020     | Jean Cherez            |           |         |
| 2020    | En cours | Michel Huge            |           |         |

## Population et société

### Démographie ancienne
La population est exprimée en nombre de feux (f) ou d'habitants (H).
| 1359 | 1365 | 1378 | 1470 | 1515 | 1553 | 1709 | 1720 | 1730 |
| ---- | ---- | ---- | ---- | ---- | ---- | ---- | ---- | ---- |
| 85 f | 54 f | 38 f | 24 f | 11 f | 10 f | 34 f | 34 f | 52 f |

| 1767  | 1774 | 1789 | - | - | - | - | - | - |
| ----- | ---- | ---- | - | - | - | - | - | - |
| 381 H | 52 f | 71 f | - | - | - | - | - | - |

Note :
- 1470 : Pour Castelnou et Camélas.

### Démographie contemporaine
Les habitants de Castelnou s'appellent des Castelnouvois.
L'évolution du nombre d'habitants est connue à travers les recensements de la population effectués dans la commune depuis 1793. Pour les communes de moins de 10 000 habitants, une enquête de recensement portant sur toute la population est réalisée tous les cinq ans, les populations de référence des années intermédiaires étant quant à elles estimées par interpolation ou extrapolation. Pour la commune, le premier recensement exhaustif entrant dans le cadre du nouveau dispositif a été réalisé en 2004.

En 2022, la commune comptait 286 habitants, en évolution de −12,27 % par rapport à 2016 (Pyrénées-Orientales : +3,92 %, France hors Mayotte : +2,11 %).
| 1793 | 1800 | 1806 | 1821 | 1831 | 1836 | 1841 | 1846 | 1851 |
| ---- | ---- | ---- | ---- | ---- | ---- | ---- | ---- | ---- |
| 386  | 384  | 422  | 395  | 417  | 475  | 460  | 459  | 467  |

| 1856 | 1861 | 1866 | 1872 | 1876 | 1881 | 1886 | 1891 | 1896 |
| ---- | ---- | ---- | ---- | ---- | ---- | ---- | ---- | ---- |
| 478  | 395  | 366  | 334  | 340  | 326  | 316  | 346  | 350  |

| 1901 | 1906 | 1911 | 1921 | 1926 | 1931 | 1936 | 1946 | 1954 |
| ---- | ---- | ---- | ---- | ---- | ---- | ---- | ---- | ---- |
| 323  | 309  | 315  | 271  | 273  | 240  | 205  | 183  | 183  |

| 1962 | 1968 | 1975 | 1982 | 1990 | 1999 | 2004 | 2006 | 2009 |
| ---- | ---- | ---- | ---- | ---- | ---- | ---- | ---- | ---- |
| 186  | 173  | 159  | 152  | 277  | 331  | 373  | 366  | 365  |

| 2014 | 2019 | 2022 | - | - | - | - | - | - |
| ---- | ---- | ---- | - | - | - | - | - | - |
| 331  | 293  | 286  | - | - | - | - | - | - |

| selon la population municipale des années : | 1968 | 1975 | 1982 | 1990 | 1999 | 2006 | 2009 | 2013 |
| Rang de la commune dans le département      | 155  | 135  | 137  | 121  | 117  | 119  | 119  | 123  |
| Nombre de communes du département           | 232  | 217  | 220  | 225  | 226  | 226  | 226  | 226  |

### Manifestations culturelles et festivités
- Fêtes patronales : 5 février et 15 août[52].

## Économie

### Revenus
En 2018, la commune compte 145 ménages fiscaux, regroupant 298 personnes. La médiane du revenu disponible par unité de consommation est de 22 800 € (19 350 € dans le département).

### Emploi
|                | 2008   | 2013   | 2018   |
| -------------- | ------ | ------ | ------ |
| Commune        | 5,6 %  | 9,3 %  | 5,5 %  |
| Département    | 10,3 % | 12,9 % | 13,3 % |
| France entière | 8,3 %  | 10 %   | 10 %   |

En 2018, la population âgée de 15 à 64 ans s'élève à 189 personnes, parmi lesquelles on compte 74,2 % d'actifs (68,7 % ayant un emploi et 5,5 % de chômeurs) et 25,8 % d'inactifs,. Depuis 2008, le taux de chômage communal (au sens du recensement) des 15-64 ans est inférieur à celui de la France et du département.
La commune fait partie de la couronne de l'aire d'attraction de Perpignan, du fait qu'au moins 15 % des actifs travaillent dans le pôle,. Elle compte 56 emplois en 2018, contre 61 en 2013 et 48 en 2008. Le nombre d'actifs ayant un emploi résidant dans la commune est de 138, soit un indicateur de concentration d'emploi de 40,3 % et un taux d'activité parmi les 15 ans ou plus de 54,4 %.
Sur ces 138 actifs de 15 ans ou plus ayant un emploi, 28 travaillent dans la commune, soit 20 % des habitants. Pour se rendre au travail, 89,5 % des habitants utilisent un véhicule personnel ou de fonction à quatre roues, 2,3 % les transports en commun, 3 % s'y rendent en deux-roues, à vélo ou à pied et 5,3 % n'ont pas besoin de transport (travail au domicile).

### Activités hors agriculture

#### Secteurs d'activités
45 établissements sont implantés à Castelnou au 31 décembre 2019. Le tableau ci-dessous en détaille le nombre par secteur d'activité et compare les ratios avec ceux du département,.
| Secteur d'activité                                                                                        | Commune | Commune | Département |
| Secteur d'activité                                                                                        | Nombre  | %       | %           |
| --- | ------- | ------- | ----------- |
| Ensemble                                                                                                  | 45      |         |             |
| Industrie manufacturière, industries extractives et autres                                                | 5       | 11,1 %  | (8,7 %)     |
| Construction                                                                                              | 5       | 11,1 %  | (14,3 %)    |
| Commerce de gros et de détail, transports, hébergement et restauration                                    | 17      | 37,8 %  | (30,5 %)    |
| Activités financières et d'assurance                                                                      | 1       | 2,2 %   | (3 %)       |
| Activités immobilières                                                                                    | 3       | 6,7 %   | (6,2 %)     |
| Activités spécialisées, scientifiques et techniques et activités de services administratifs et de soutien | 6       | 13,3 %  | (13 %)      |
| Administration publique, enseignement, santé humaine et action sociale                                    | 2       | 4,4 %   | (13,9 %)    |
| Autres activités de services                                                                              | 6       | 13,3 %  | (8,5 %)     |

Le secteur du commerce de gros et de détail, des transports, de l'hébergement et de la restauration est prépondérant sur la commune puisqu'il représente 37,8 % du nombre total d'établissements de la commune (17 sur les 45 entreprises implantées  à Castelnou), contre 30,5 % au niveau départemental.

### Agriculture
La commune est dans la « plaine du Roussillon », une petite région agricole occupant la bande côtière et une grande partie centrale du département des Pyrénées-Orientales. En 2020, l'orientation technico-économique de l'agriculture  sur la commune est la culture de fruits ou d'autres cultures permanentes.
|               | 1988 | 2000 | 2010 | 2020 |
| ------------- | ---- | ---- | ---- | ---- |
| Exploitations | 24   | 24   | 11   | 12   |
| SAU (ha)      | 161  | 170  | 160  | 138  |

Le nombre d'exploitations agricoles en activité et ayant leur siège dans la commune est passé de 24 lors du recensement agricole de 1988  à 24 en 2000 puis à 11 en 2010 et enfin à 12 en 2020, soit une baisse de 50 % en 32 ans. Le même mouvement est observé à l'échelle du département qui a perdu pendant cette période 73 % de ses exploitations,. La surface agricole utilisée sur la commune a également diminué, passant de 161 ha en 1988 à 138 ha en 2020. Parallèlement la surface agricole utilisée moyenne par exploitation a augmenté, passant de 7 à 12 ha.

## Culture locale et patrimoine

### Monuments et lieux touristiques
Le château vicomtal

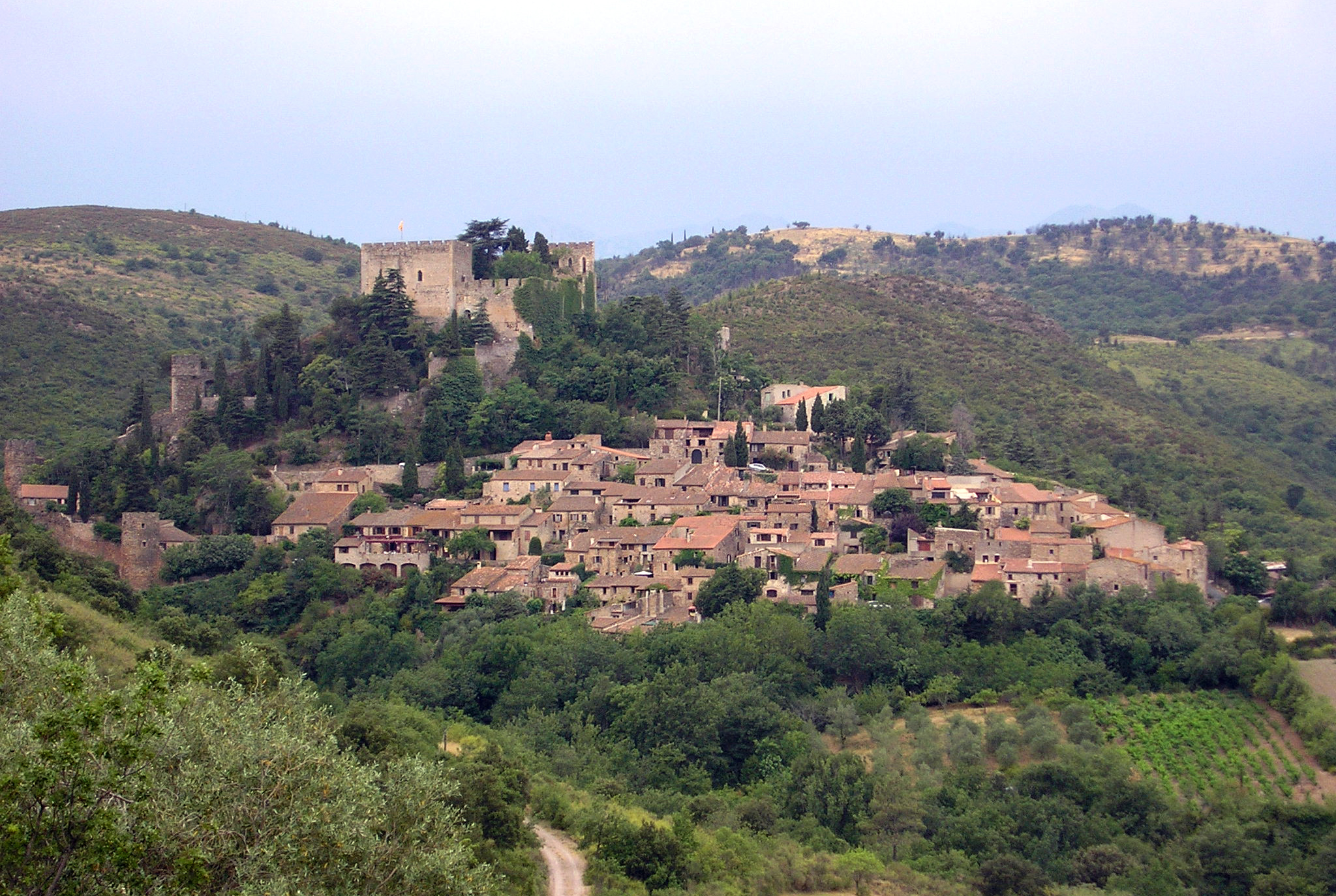
Le village, dominé par le château vicomtal.

Le château, déserté au XVIIIe siècle, tombe en ruine. Ses pierres servent aux habitants des environs pour construire leurs maisons. Racheté à la fin du XIXe siècle, il est alors intégralement restauré (rétablissement du crénelage de l'enceinte, reconstruction des bâtiments ruinés) et peu à peu modernisé. Ravagé par un incendie en 1981, qui causa alors de gros dégâts aux bâtiments, il est de nouveau restauré pour être ouvert au public en 1990. Le château possédait une chapelle patronnée par Saint-Pierre, qui a servi d'église paroissiale au village jusqu'à la fin du XIIe siècle, quand l'église Sainte-Marie du Mercadal fut construite extra-muros. La chapelle castrale est dotée à partir de 1091 d’un collège de chanoines augustins. L'édifice a disparu au XIVe siècle lors de l'établissement de la grande salle du château. L'édifice présente une particularité remarquable (repérable sur la photo figurant en tête d'article) : ses murailles renferment une couronne de bâtiments qui entoure non pas une cour intérieure, mais le sommet du mamelon sur lequel il est édifié, petit morceau de montagne resté à l'état brut.
Le village
Labellisé plus beaux villages de France, le village de Castelnou, construit à flanc de colline au creux des Aspres est dominé par son château. Le village est organisé autour de deux rues parallèles : la carrer d'avall et la carrer del mig, plusieurs rues en escalier permettant de passer de l'une à l'autre.
On remarque également la présence des fours à pains, de forme semi-circulaire, et greffés sur les façades de plusieurs maisons. Au niveau du débord de certains toits, on pourra voir des génoises peintes sur le revers des tuiles.
Plusieurs maisons possèdent également de belles pierres bien taillées, provenant vraisemblablement du château. Les fortifications subsistent en grande partie, la partie la plus notable étant la Porte de Millars au nord du village, flanqué de deux tours.[réf. nécessaire]

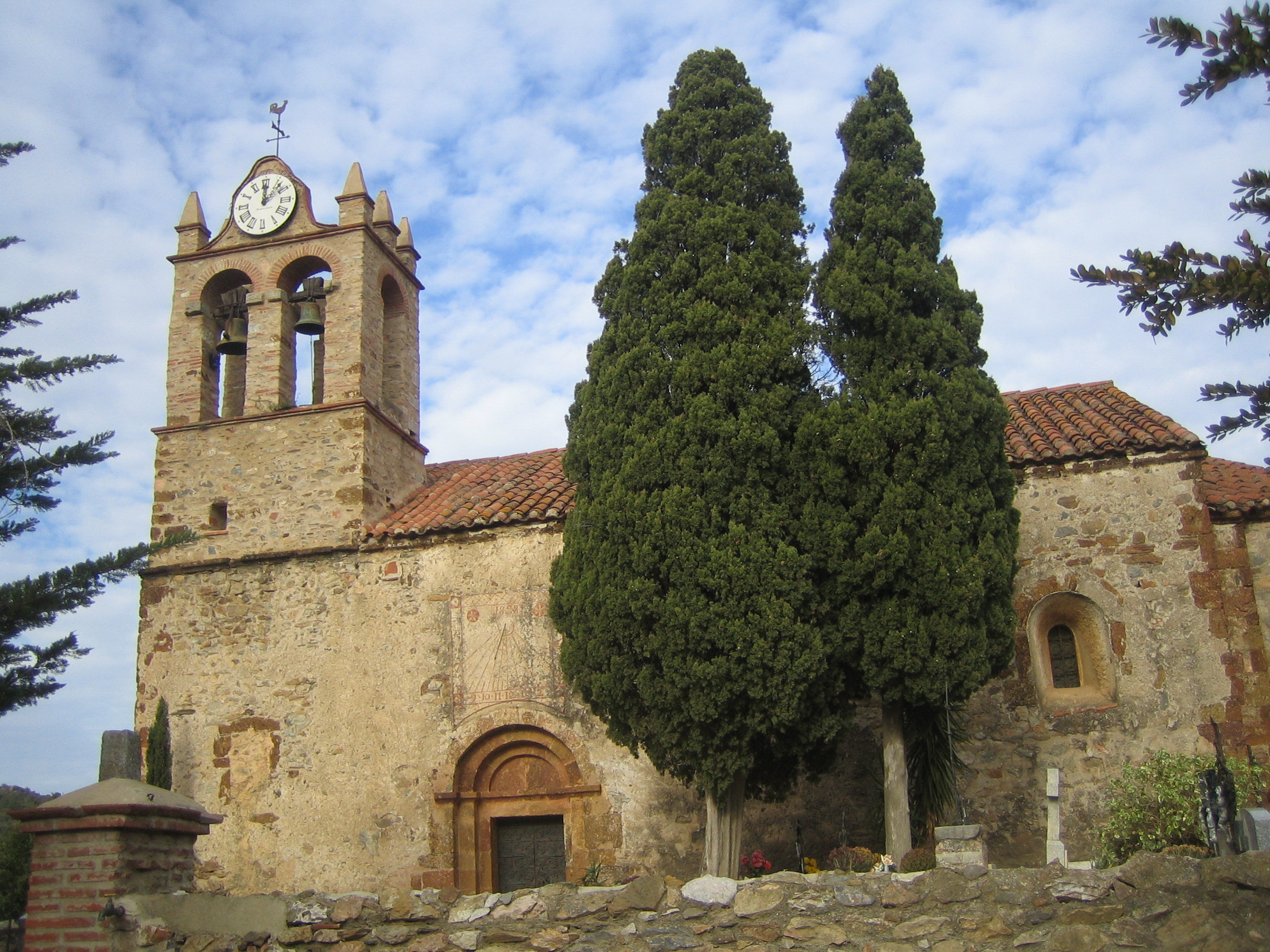
L'église Sainte-Marie du Mercadal.
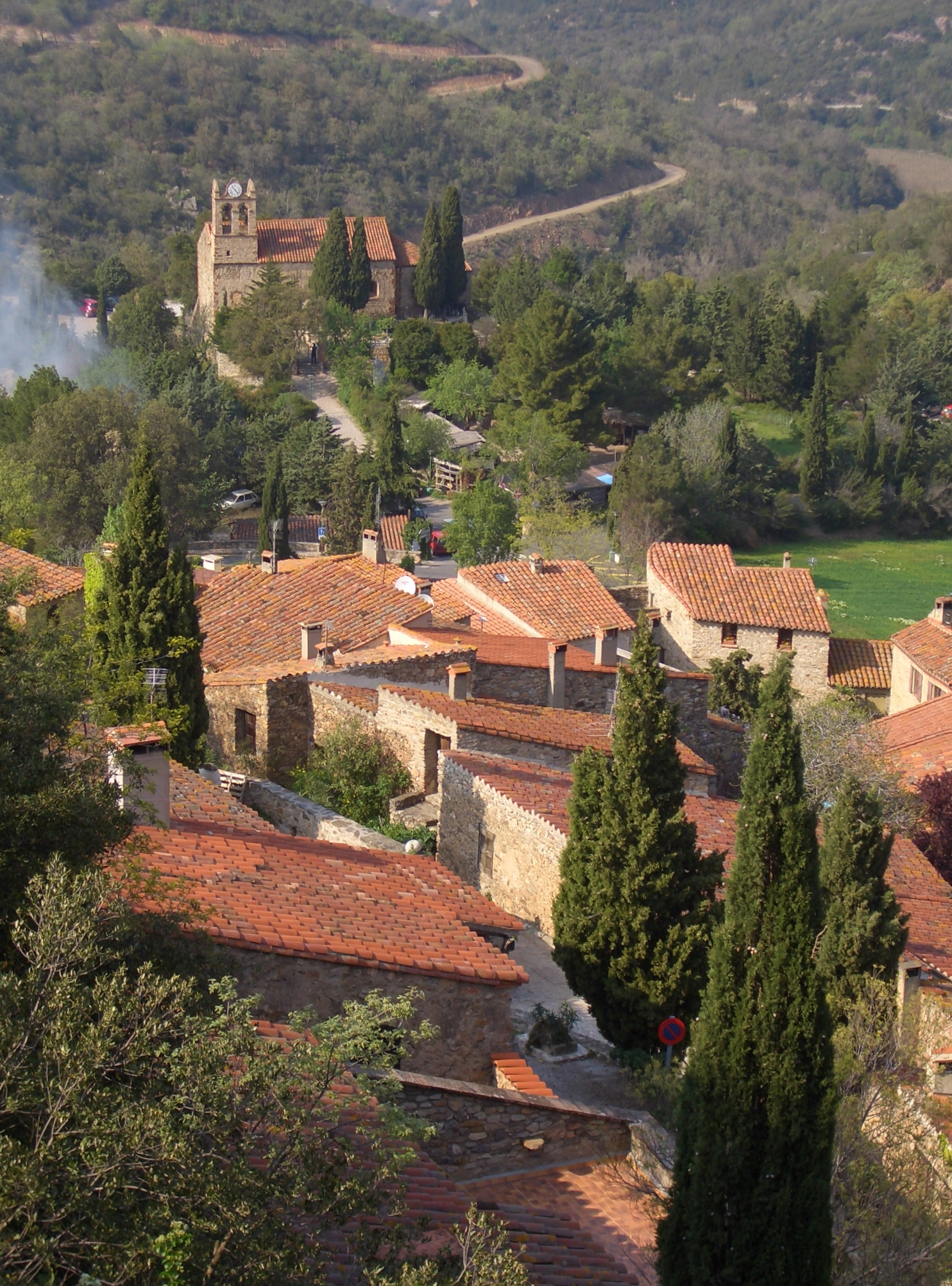
Le village vu du château.
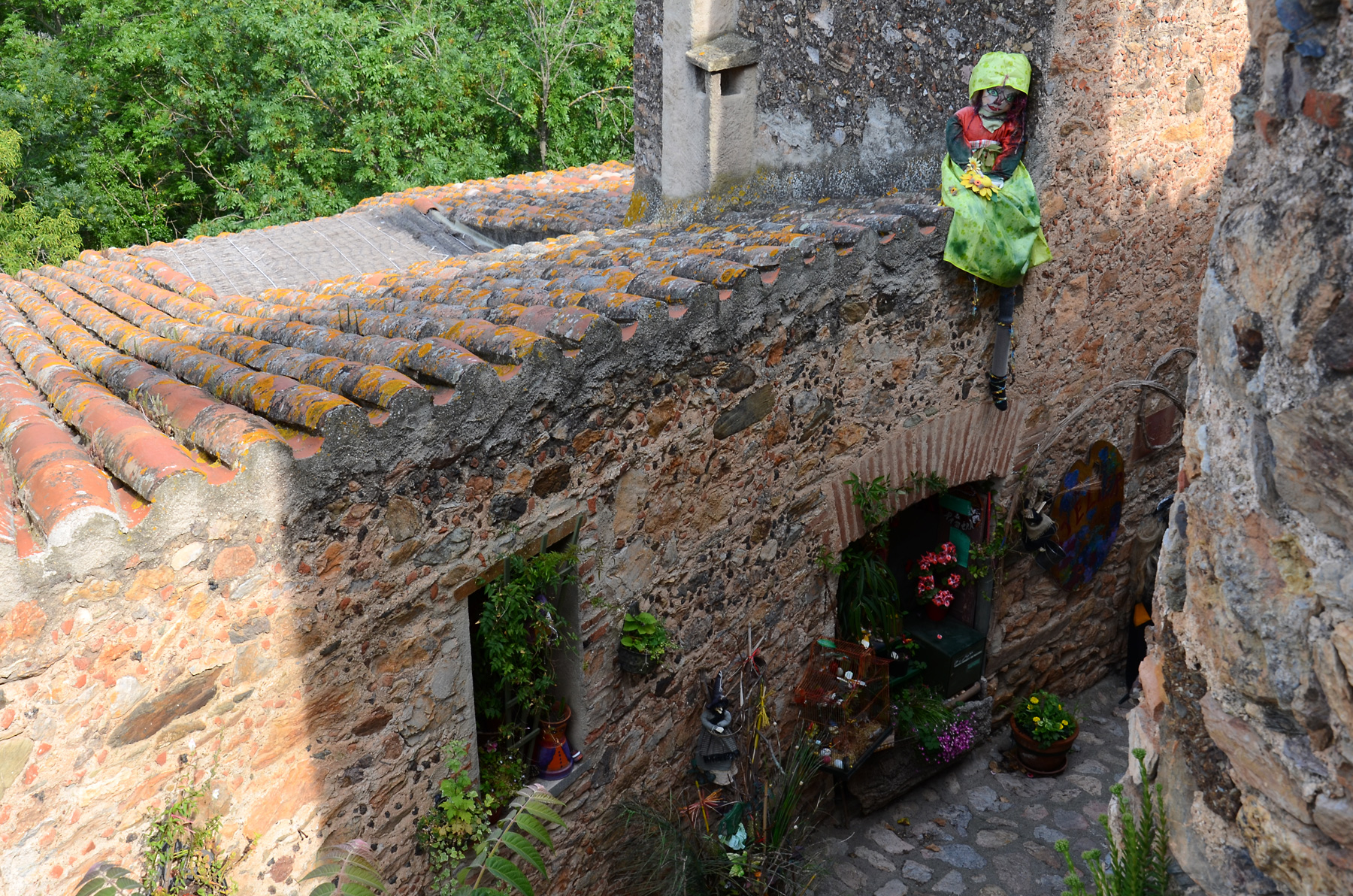
Castelnou.
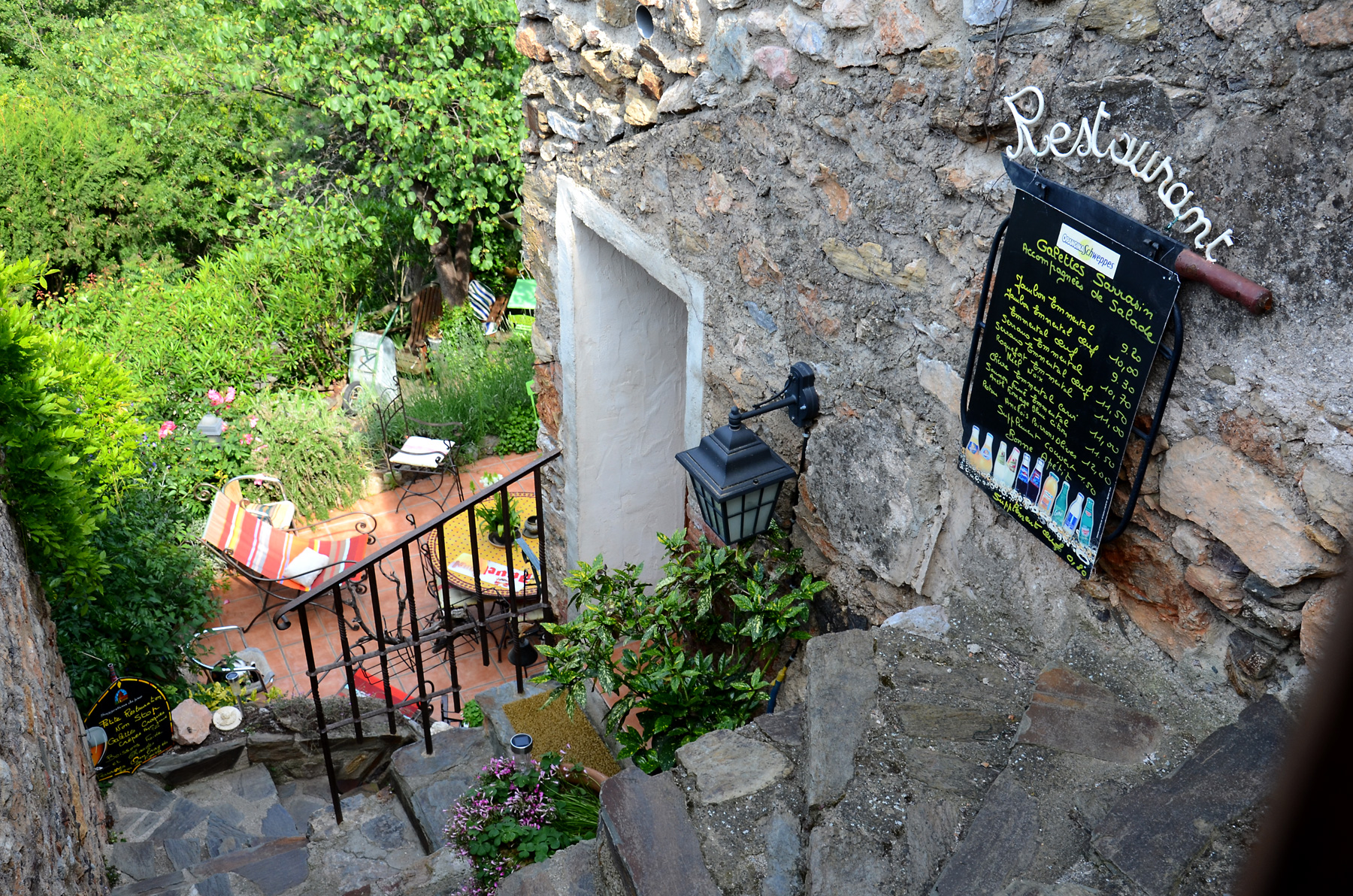
Castelnou.
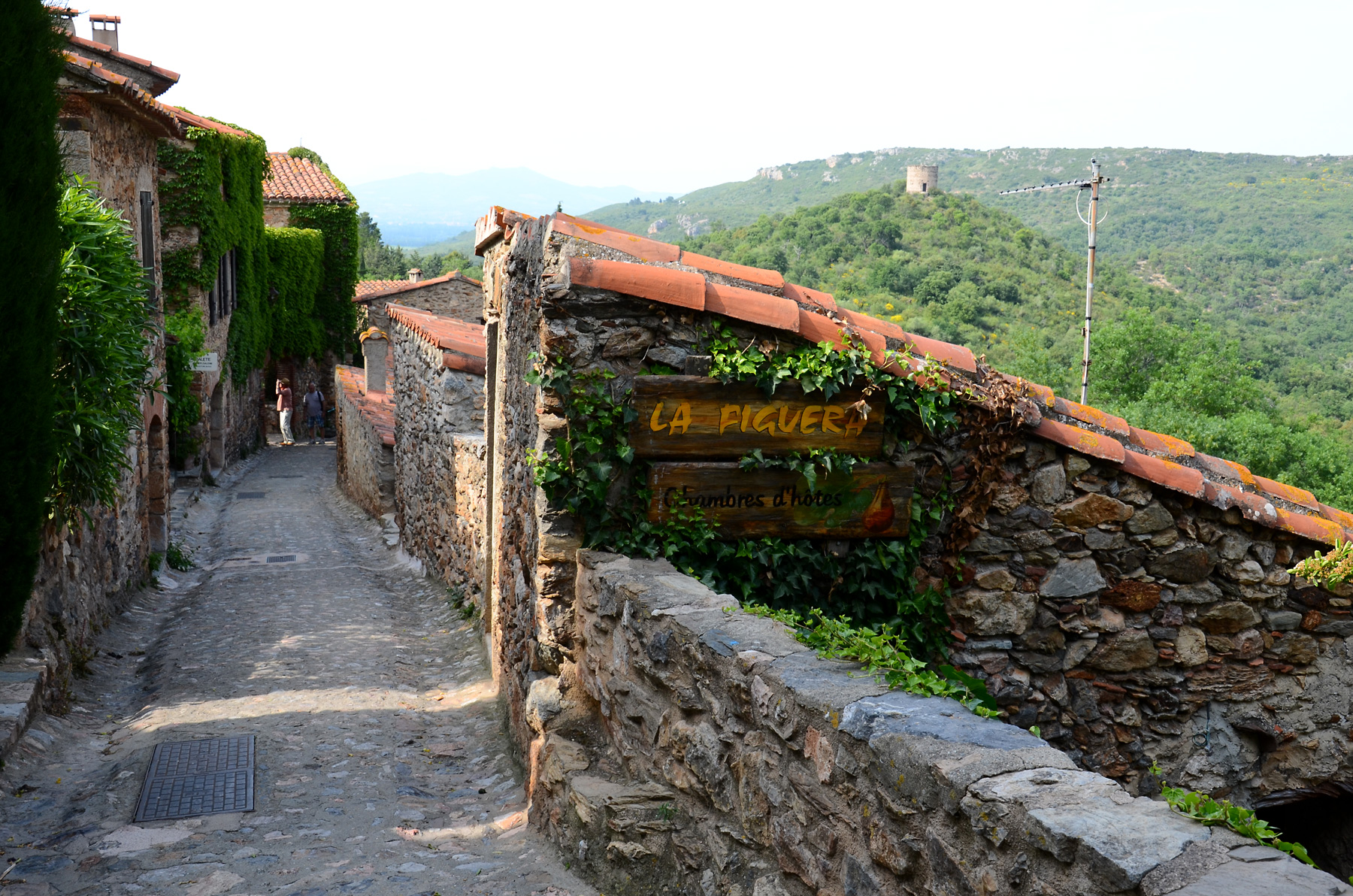
Castelnou.
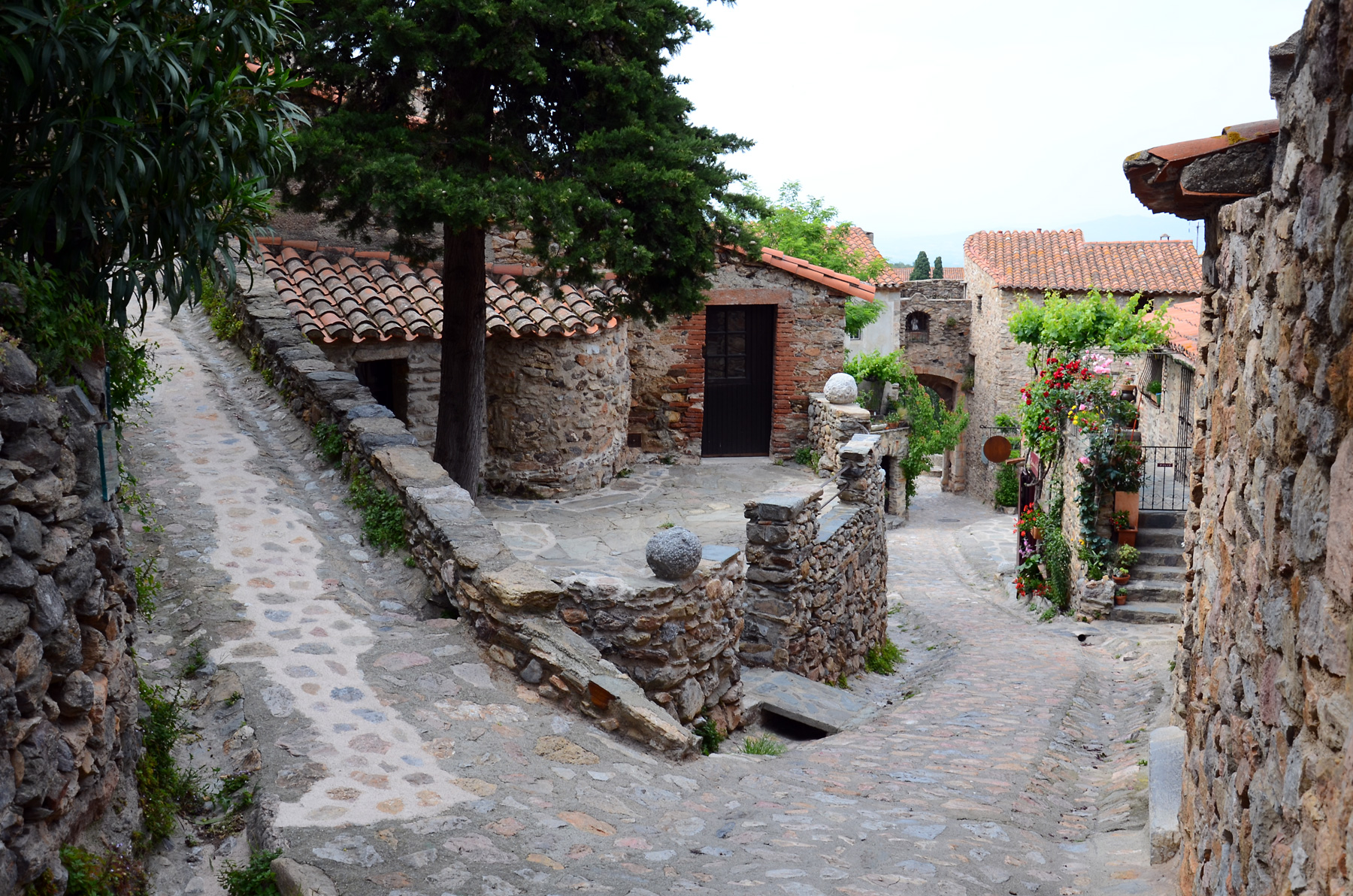
Castelnou.
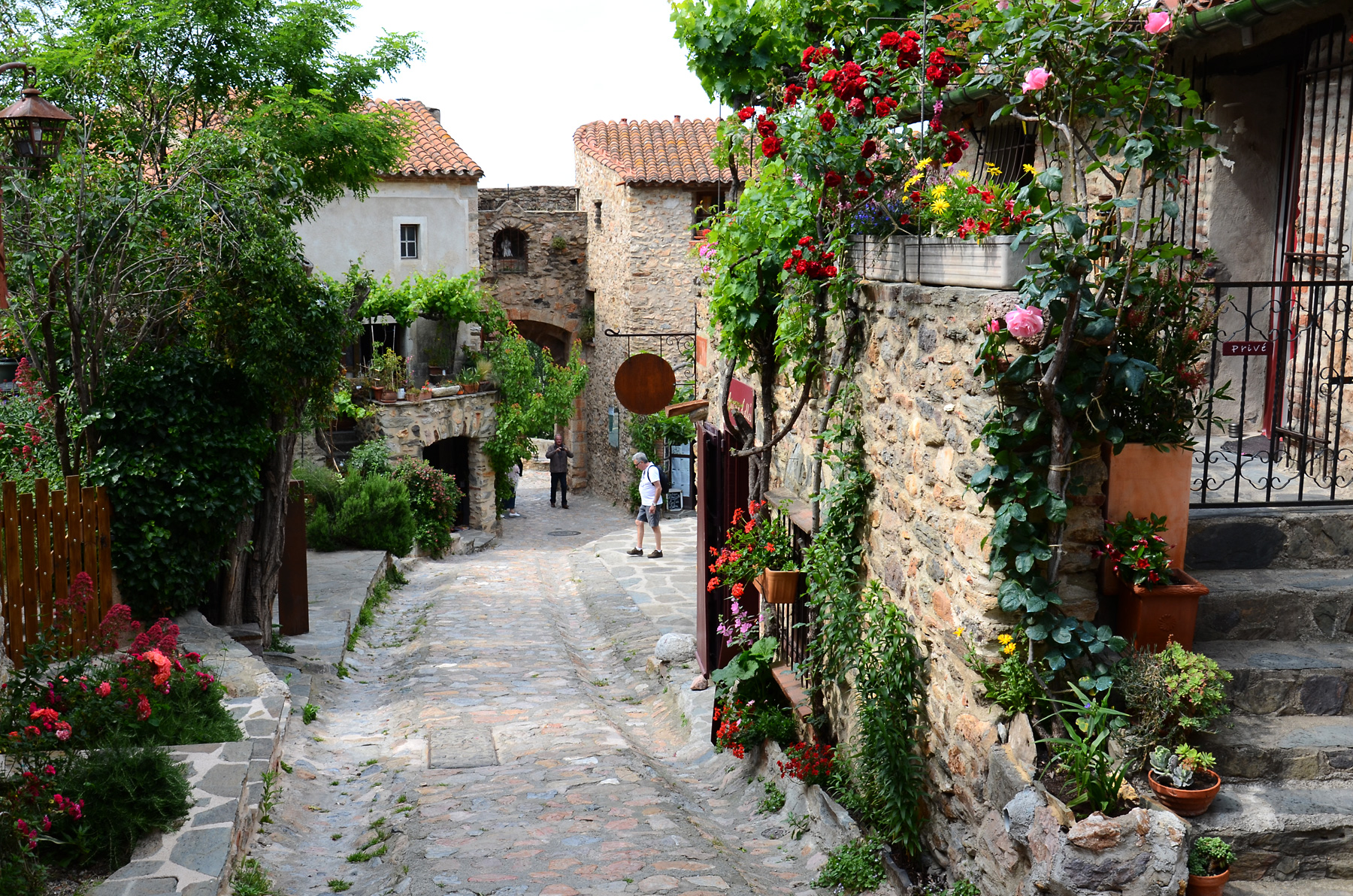
Castelnou.

L'église Sainte-Marie du Mercadal ( Inscrit MH (1972).
La Tour de Castelnou
Située sur un sommet de colline au nord-ouest du village et du château de Castelnou, cette tour faisait partie du système de défense du lieu. Il s'agit d'une petite tour cylindrique qui est restée en assez bon état et dont le plan est semblable à d'autres tours de guet du Roussillon, notamment la Torre del Far (Tautavel) ou la Torre del Mir de Prats-de-Mollo.
- Chapelle Saint-Pierre du château de Castelnou.
- Chapelle Sainte-Marie du Mas Aragon.

## Héraldique
| Blason de Castelnou | Les armes de Castelnou sont celles des vicomtes de Castelnou, ce sont d'ailleurs des armes parlantes, et elles se blasonnent ainsi : « De gueules au château d'argent, maçonné de sable, ouvert et ajouré du champ. » |